# Antanartia madegassorum
Antanartia madegassorum är en fjärilsart som beskrevs av Aurivillius. Antanartia madegassorum ingår i släktet Antanartia och familjen praktfjärilar. Inga underarter finns listade i Catalogue of Life.